# Rhopornis ardesiacus
A Rhopornis ardesiacus a madarak osztályának verébalakúak (Passeriformes) rendjébe és a hangyászmadárfélék (Thamnophilidae) családjába tartozó Rhopornis nem egyetlen faja.

## Előfordulása
Brazíliában, Bahia keleti és Minas Gerais északkeleti részén honos.

## Megjelenése
Testhossza 19 centiméter.

## Életmódja
Termeszekkel, szöcskékkel, tücskökkel, csótányokkal és pókokkal táplálkozik.

## Külső hivatkozások
- Képek az interneten a fajról
- Internet Bird Collection - videók a fajról